# Либерализация
Либерализа́ция — процесс расширения прав и свобод граждан или подданных какой-либо страны — в первую очередь в политической, экономической, культурной и других сферах общественной жизни.
Имеется в виду как соблюдение гражданских прав и свобод в рамках существующего законодательства, так и сокращение сферы действия или отмена запретительных, карательных, репрессивных законов и ограничений, то есть сокращение сферы государственного контроля отдельной личности, групп общества.

## В политической сфере
Рассматриваются условия повышения эффективности государственного вмешательства в решение экономических проблем. Важен не размер государственного сектора, а его качественная составляющая (перераспределение и эффективность управления доходов и  ресурсов, координация государственного вмешательства в экономические отношения). Механизмы преодоления ограничивающия экономического роста. Разумное сочетание частного и государственного секторов экономики для более эффективного достижения цели экономического развития страны, повышения благосостояния населения. Ограничение действия рыночных сил, рациональное соотношение государственных рыночных мероприятий, стимулирующих экономический рост и развитие.
В политической системе это прямые выборы, открытые, прозрачные, конкурентные. Снижение минимальной численности для политических партий. Освобождение политических партий от сбора подписей для участия в выборах. Эти меры призваны снизить напряженность, показать готовность власти к диалогу с гражданами.

## В экономическо-хозяйственной сфере
Либерализация в экономико-хозяйственной сфере означает расширение свободы экономических действий хозяйствующих субъектов, снятие или сокращение ограничений на экономическую деятельность. Либерализация цен — это переход от назначаемых государственных цен (государственного ценообразования) к системе свободных рыночных цен (рыночного ценообразования).
На современном этапе исторический процесс либерализации экономики приобрёл характер глобальной мировой тенденции, охватывающей всё большее число стран. Открывается простор для действия механизмов рыночного регулирования. Уменьшается вмешательство государства в экономику в его административных формах, а также в формах прямого государственного регулирования. Основной функцией государства становится создание и поддержание конкурентной среды путём принятия хозяйственного и гражданского законодательства, упрощения и удешевления учреждения новых частных предприятий, поддержки среднего и малого бизнеса, усиления доступности гражданского судопроизводства и др.
Различают внутри и внешнеэкономическую либерализацию. К внутриэкономической либерализации относится происходящая в рамках национальных экономик приватизация государственных предприятий, расширение сферы свободно устанавливаемых цен и доходов, процентных ставок, условий предоставления кредитов и т. д.
В России на приватизированных предприятиях производится около 70 % промышленной продукции. Либерализация принимает также форму акционирования государственных предприятий, в ходе которого доля государства в акционерном капитале многих предприятий уменьшается за счёт продажи пакетов акций. Однако приватизация не привела к образованию в стране эффективных собственников.
Внешнеэкономическая либерализация — это расширение беспрепятственного международного движения товаров и услуг, капиталов, информации. Либерализация мировой торговли товарами и услугами проявляется в тенденции к размыванию таможенных барьеров, снятию количественных ограничений в торговле между странами. Если в 1947 году средневзвешенный мировой уровень импортных пошлин составлял 50-60 %, то к началу 2000-х годов он снизился до 9,6 %. В 1997 году в России он составлял 13,4 %. Это намного больше, чем в Европейском Союзе (5 %), США (4,2 %), Японии (2,7 %).
С 1986 по 1995 годы 72 страны, в том числе 58 развивающихся стран, приняли решение о либерализации торговых режимов. В результате стала быстро расти внешнеторговая квота в этих странах, то есть отношение объёма импорта и экспорта к их внутреннему валовому продукту (ВВП). Существенной чертой либерализации международного движения капиталов является рост объёмов и роли прямых иностранных инвестиций, то есть инвестиций в реальный сектор экономики.

## Права меньшинств
В государствах с жёсткой централизованной структурой власти речь, в первую очередь, идёт о гражданских правах этнических, культурных и сексуальных меньшинств. Деятельность направлена на:
- интеграцию национальных и этнических меньшинств в жизнь общества;
- защиту этнических меньшинств;
- подготовку кадров;
- реформу системы образования;
- поощрение справедливого представительства;
- расширение сферы пользования языками меньшинств;
- противодействию дискриминации;
- укрепление доверия между общинами;
- поддержку региональных сетевых объединений в работе по формированию учреждений, действующих в интересах меньшинств и по защите их прав[8][9][10][11].